# Let 3
Let 3 je hrvaška rokovska glasbena skupina z Reke, ki so jo ustanovili leta 1987. Frontmana skupine sta baskitarist in pevec Damir Martinović »Mrle« (rojen 15. julija 1961) ter pevec Zoran Prodanović »Prlja« (rojen 18. decembra 1964). Zasloveli so zlasti v državah bivše Jugoslavije, vključno s Slovenijo; poznani so po svojem alternativnem pristopu k rockglasbi in razvpitih nastopih.
Svoje prve pesmi so objavili leta 1987 na kompilaciji Rijeka-Pariz-Texas, leto pozneje pa so izdali debitantski album »Two dogs Fucking«. Doslej so skupno izdali 10 albumov. Kljub kontroverznosti in provokativnosti so v dolgoletni karieri prejeli več glasbenih nagrad, med njimi kar nekaj prestižnih porinov.
Leta 2023 so zmagali na Dori, hrvaškem nacionalnem izboru za evrovizijsko pesem, in s pesmijo Mama ŠČ! zastopali Hrvaško na Pesmi Evrovizije 2023. Uvrstili so se v finale in zasedli 13. mesto.
Leta 2024 so se ponovno prijavili na Doro, in sicer s skladbo Baba Roga. Uvrstili so se v finale ter zasedli tretje mesto.

## Zgodovina
Skupino Let 3 so na Reki ustanovili konec 80. let dvajsetega stoletja. Kmalu je postala prepoznavna po svojih nenavadnih, kontroverznih, mestoma nespodobnih nastopih, ki so odražali eklektičnost reške glasbene scene. Člani skupine so se zavzeli tudi za liberalne vrednote ter na primer podprli gibanje za pravice žensk in pripadnikov LGBT ter se uprli konzervativni politiki in katoliški cerkvi.
Prvi album »Two dogs Fuckin'«, na katerem je bila tudi znamenita pesem Izgubljeni, so izdali leta 1988. Sledila sta album »El desperado« in dvojni album v živo »Živi ku**c«.

### 1997–2000: albumaNečuvenoinJedina
Leta 1997 je skupina izdala svoj peti album z naslovom Nečuveno (v prevodu 'Nezaslišano' ali 'Neslišano'). Izšel je na zgoščenki, ki je bila pravzaprav le kos plastike, brez česarkoli posnetega. Kljub temu so prodali 350 izvodov. Naslednji album Jedina (v prevodu 'Edina') so leta 2000 sprva izdali le v enem izvodu, ki pa ga skupina ni dala v prodajo ali distribucijo. Nato je založba izdala nekoliko spremenjeno različico in skupina je iz protesta na Trgu bana Jelačića v Zagrebu uprizorila navidezen samomor.
Ob koncu leta 2000 je v Zagrebu skupina razkrila kip, poimenovan Babin kurac (v prevodu 'Babičin kurec'), ki je prikazoval žensko s podkvasto oblikovanimi brki in meter dolgim spolnim udom. Kip so razstavljali po številnih mestih na Hrvaškem.

### 2001–2010: albumBombardiranje Srbije i Čačka
Po petletnem studijskem premoru so leta 2005 izdali singel Rado ide Srbin u vojnike (Pička), ki je izšel na albumu »Bombardiranje Srbije i Čačka«. Album, na katerem so združili zelo raznolike glasbene sloge, je požel precej pozornosti že s samim naslovom in ovitkom, v videospotu za omenjeni singel pa nastopajo igralci v srbskih in albanskih narodnih nošah, sedijo na kavču in se samozadovoljujejo.
Decembra 2006 so bili kaznovani zaradi nastopa na prostem v Varaždinu, kjer so člani skupine nastopili goli. Na sodišču so se zagovarjali, da niso bili goli, ker so v dankah imeli čepe, kar pa sodnikov ni prepričalo in vsak od članov skupine je prejel denarno kazen v višini 350 hrvaških kun. 14. decembra 2008 sta dva člana zasedbe v pogovorni oddaji Nedjeljom u dva med predvajanjem v živo simulirala ejekcijo plutovinastih zamaškov iz zadnjikov, zaradi česar so prenos oddaje predčasno končali.

### 2023: Dora in Pesem  Evrovizije
9. decembra 2022 je skupina Let 3 objavila, da bo nastopila kot ena od osemnajst sodelujočih na Dori 2023, hrvaškem nacionalnem izboru pesmi za Evrovizijo, in sicer s skladbo z naslovom Mama ŠČ!. Za nastop se je članom skupine pridružil hrvaški umetnik Žanil Tataj Žak kot lik »Njinle« (kar pomeni 'Lenin' v šatrovačkem žargonu). Skupina Let 3 je na izboru 11. februarja 2023 zmagala s skupno 279 točkami (drugouvrščena skladba jih je zbrala 155) ter s tem postala hrvaški predstavnik na Pesmi Evrovizije 2023.
Na tekmovanju, ki je bilo v Liverpoolu v Združenem kraljestvu, so se uvrstili v finale in v njem zasedli 13. mesto.

## Člani zasedbe
1. Damir Martinović (»Mrle«) – baskitara, spremljevalni vokal
2. Zoran Prodanović (»Prlja«) – vokal
3. Ivan Bojčić (»Bean«) – bobni
4. Dražen Baljak (»Baljak«) – kitara
5. Matej Zec (»Knki«) – kitara

## Bivši člani zasedbe
- Branko Kovačić (»Husta«) – bobni
- Kornelije Đuras (»Korni«) – klaviature
- Ivan Šarar (»Faf«) – klaviature
- Ivica Dražić (»Miki«) – kitara
- Nenad Tubin – bobni
- Igor Perović (»Gigi«) – kitara
- Zoran Klasić (»Klas«) – kitara
- Orijen Modrušan – kitara
- Alen Tibljaš – bobni
- Marko Bradaschia – bobni
- Dean Benzia – bobni
- Siniša Banović – bobni
- Ljubomir Silić – baskitara
- Raoul Varljen – klaviature

## Albumi
1. Two dogs fuckin' (1989)
2. El Desperado (1991)
3. Peace (1994)
4. Živi kurac (uživo) (1996)
5. Nečuveno (1997)
6. Jedina (2000)
7. Bombardiranje Srbije i Čačka  (2005)
8. Živa pička (uživo) (2008)
9. Kurcem do vjere/Thank You Lord (2013)[26]
10. Angela Merkel sere (2016)

## Nagrade
- 1997: porin – za gledališko glasbo v predstavi »Fedra«[27]
- 2001: porin – najboljši album alternativne glasbe (»Jedina«, Let 3)[28]
- 2001: crni mačak – izvajalec leta (Let 3)
- 2001: crni mačak – pesem leta (Profesor Jakov, Let 3)
- 2006: zlatna koogla – album leta (»Bombardiranje Srbije i Čačka«, Let 3)
- 2006: zlatna koogla – glasbena skupina leta (Let 3)
- 2006: zlatna koogla – izvajalec leta (Prlja, Let 3)
- 2006: zlatna koogla – videospot leta (Rado ide Srbin u vojnike (Pička), Let 3)
- 2006: zlatna koogla – producent leta (Iztok Turk in Mrle, »Bombardiranje Srbije i Čačka«, Let 3)
- 2006: zlatna koogla – najboljši ovitek (»Bombardiranje Srbije i Čačka«, Let 3)
- 2006: porin − najboljši rock album (»Bombardiranje Srbije i Čačka«, Let 3)
- 2006: porin − najboljši videospot (Ero s onoga svijeta, Let 3)
- 2023: Dora – zmagovalna skladba (Mama ŠČ!)